# Gran Sinagoga de Iași

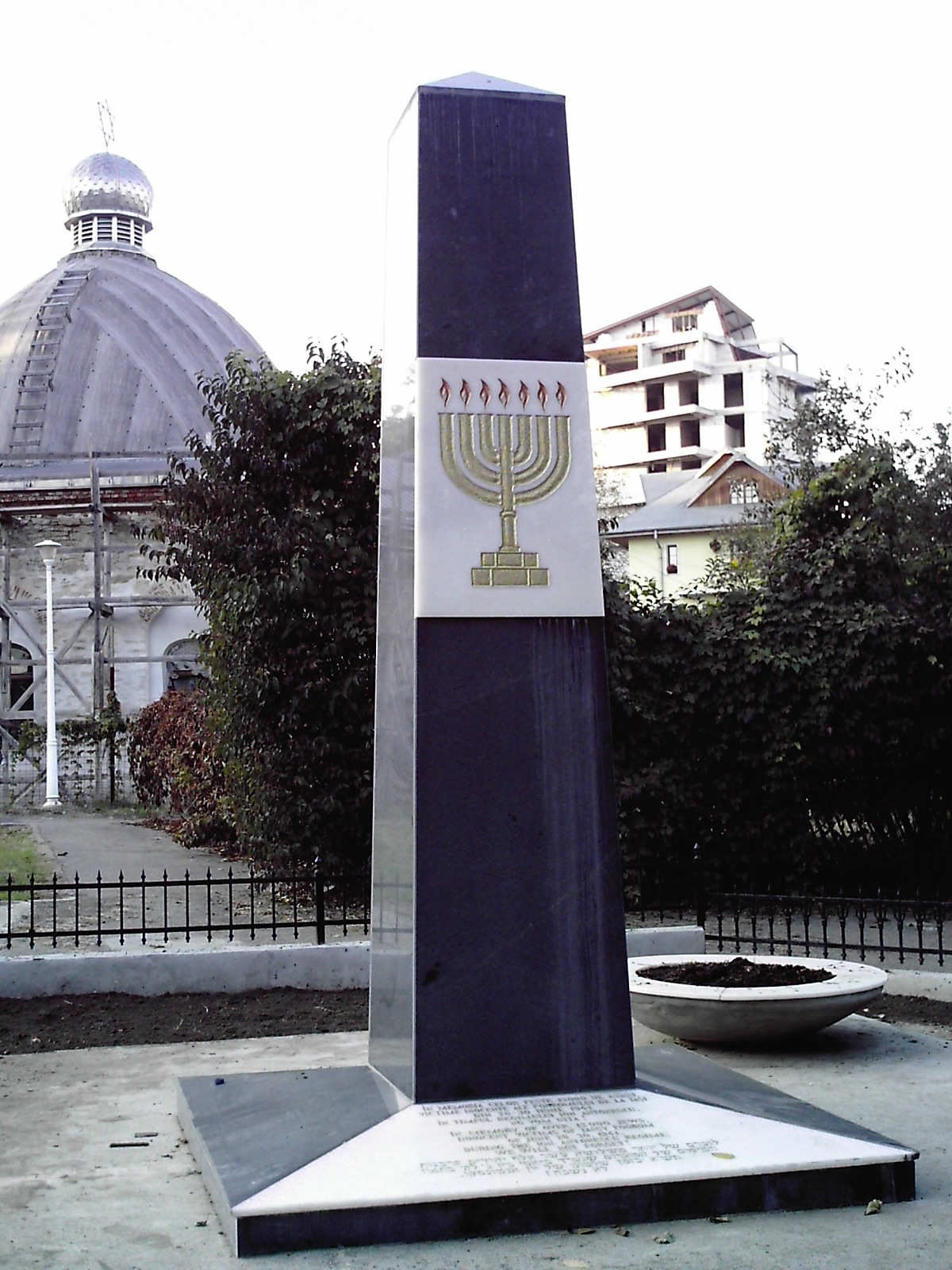
Monumento a las víctimas judías del fascismo en Iași durante la Segunda Guerra Mundial

La Gran Sinagoga de Iași (en rumano: Sinagoga Mare din Iași) es la sinagoga más antigua de toda Rumanía que aún se mantiene en pie. Ubicada en la ciudad de Iași, está catalogada como Monumento Histórico de Rumanía y sirve también como museo de la comunidad judía local.

## Historia
Erigida en 1671, la Gran Sinagoga se encuentra separada de otras edificaciones de su entorno, adyacente a un pequeño jardín en la anteriormente conocida como «calle de las sinagogas» (por albergar a una multitud de este tipo de edificios), en el antiguo barrio judío (Târgu Cucului), no lejos del centro de la ciudad. En su día, Iași contaba con más de 110 sinagogas por toda la ciudad, y sobre todo en Târgu Cucului, la práctica totalidad de las cuales fueron destruidas durante la Segunda Guerra Mundial. La Gran Sinagoga es, de hecho, la única que quedó como testigo del Holocausto de la comunidad judía de la región, y actualmente es una de dos que prestan servicios religiosos a la pequeña comunidad actual de Iași, siendo la más antigua de Rumanía que sigue abierta al culto religioso.
La sinagoga pasó por unas significativas reformas en 1761, 1822 y 1864. En 1970 fue restaurada parcialmente tras más de un siglo de dejación, siendo completamente reformada entre 2006 y 2008.

## Arquitectura
El edificio consta de dos alas, una de ellas de dos alturas y cubierta por un techo abovedado, que cuenta con varias ventanas arqueadas y un ojo de buey con una estrella de David en la parte superior de la fachada.
La otra ala se conforma de un largo salón de un solo piso, de techo alto, y coronada por una cúpula de diez metros de diámetro con una linterna bulbosa rematada con una estrella de David, siendo el elemento más alto del edificio. La cúpula se incorporó al edificio a principios del siglo XX.
La antigua galería de mujeres de la Gran Sinagoga alberga actualmente el museo de la judería de Iași.